# Presita del Tepetate
Presita del Tepetate är en ort i Mexiko.   Den ligger i kommunen Guadalcázar och delstaten San Luis Potosí, i den centrala delen av landet, 400 km norr om huvudstaden Mexico City. Presita del Tepetate ligger 1 301 meter över havet och antalet invånare är 324.
Terrängen runt Presita del Tepetate är kuperad. Runt Presita del Tepetate är det mycket glesbefolkat, med 6 invånare per kvadratkilometer. Närmaste större samhälle är Santo Domingo, 9,7 km sydväst om Presita del Tepetate. Omgivningarna runt Presita del Tepetate är i huvudsak ett öppet busklandskap.